# Discografia dei Vines
In questa pagina è presente la discografia dei Vines, suddivisa per categorie.

## Album
| Data di pubblicazione | Titolo dell'Album | Etichetta                       | Posizione in classifica |
| 14 luglio 2002        | Highly Evolved    | Capitol Records                 | #5 AUS #3 UK #11 US     |
| 21 marzo 2004         | Winning Days      | Capitol Records                 | #7 AUS #29 UK #23 US    |
| 1º aprile 2006        | Vision Valley     | Capitol Records                 | #14 AUS #71 UK #136 US  |
| 12 luglio 2008        | Melodia           | Capitol Records/Relapse Records | -                       |

## Demo ed EP
| Anno | Titolo                                                                           |
| ---- | -------------------------------------------------------------------------------- |
| 2001 | Demo - Pubblicato: 2001 - Registrazione live - Formato: CD/digitale              |
| 2001 | Mixes - Pubblicato: 2001 - Demo - Formato: digitale                              |
| 2002 | This Is Not The Vines Album - Pubblicato: 2002 - Demo - Formato: CD/digitale     |
| 2002 | College EP - Pubblicato: 2002 - Promo CD Solo per gli USA - Formato: CD/digitale |

## Singoli
| Anno | Canzone                     | Posizione nelle charts | Posizione nelle charts | Posizione nelle charts | Posizione nelle charts | Album          |
| Anno | Canzone                     | UK singles             | Australia singles      | US Modern Rock         | US Mainstream Rock     | Album          |
| ---- | --------------------------- | ---------------------- | ---------------------- | ---------------------- | ---------------------- | -------------- |
| 2001 | "Factory"                   | 198                    | -                      | -                      | -                      | Highly Evolved |
| 2002 | "Highly Evolved"            | 32                     | -                      | -                      | -                      | Highly Evolved |
| 2002 | "Get Free"                  | 24                     | 44                     | 7                      | 27                     | Highly Evolved |
| 2002 | "Outtathaway!!"             | 20                     | 38                     | 19                     | -                      | Highly Evolved |
| 2003 | "Homesick"                  | -                      | 50                     | -                      | -                      | Highly Evolved |
| 2004 | "Ride"                      | 25                     | 44                     | 13                     | -                      | Winning Days   |
| 2004 | "Winning Days"              | 42                     | -                      | -                      | -                      | Winning Days   |
| 2006 | "Gross Out"                 | -                      | -                      | -                      | -                      | Vision Valley  |
| 2006 | "Don't Listen to the Radio" | 66                     | 46                     | 122                    | -                      | Vision Valley  |
| 2006 | "Anysound"                  | 63                     | 91                     | -                      | -                      | Vision Valley  |
| 2007 | "Dope Train"                | -                      | -                      | -                      | -                      | Vision Valley  |

## Raccolte e Colonne Sonore
- 2002 - Io sono Sam (colonna sonora)
- 2007 - No Man's Woman (A Tribute to Women in Voice)
- 2008 - The Best Of

## Videografia

### Video musicali
- 2002 - Get Free
- 2002 - Outtathaway
- 2004 - Ride
- 2004 - Winning Days
- 2004 - Gross Out
- 2004 - Anysound
- 2006 - Don't Listen To The Radio
- 2006 - Dope Train
- 2008 - Get Out
- 2008 - He's A Rocker
- 2011 - Gimme Love
- 2011 - Future Primitive